# Éric Le Lann

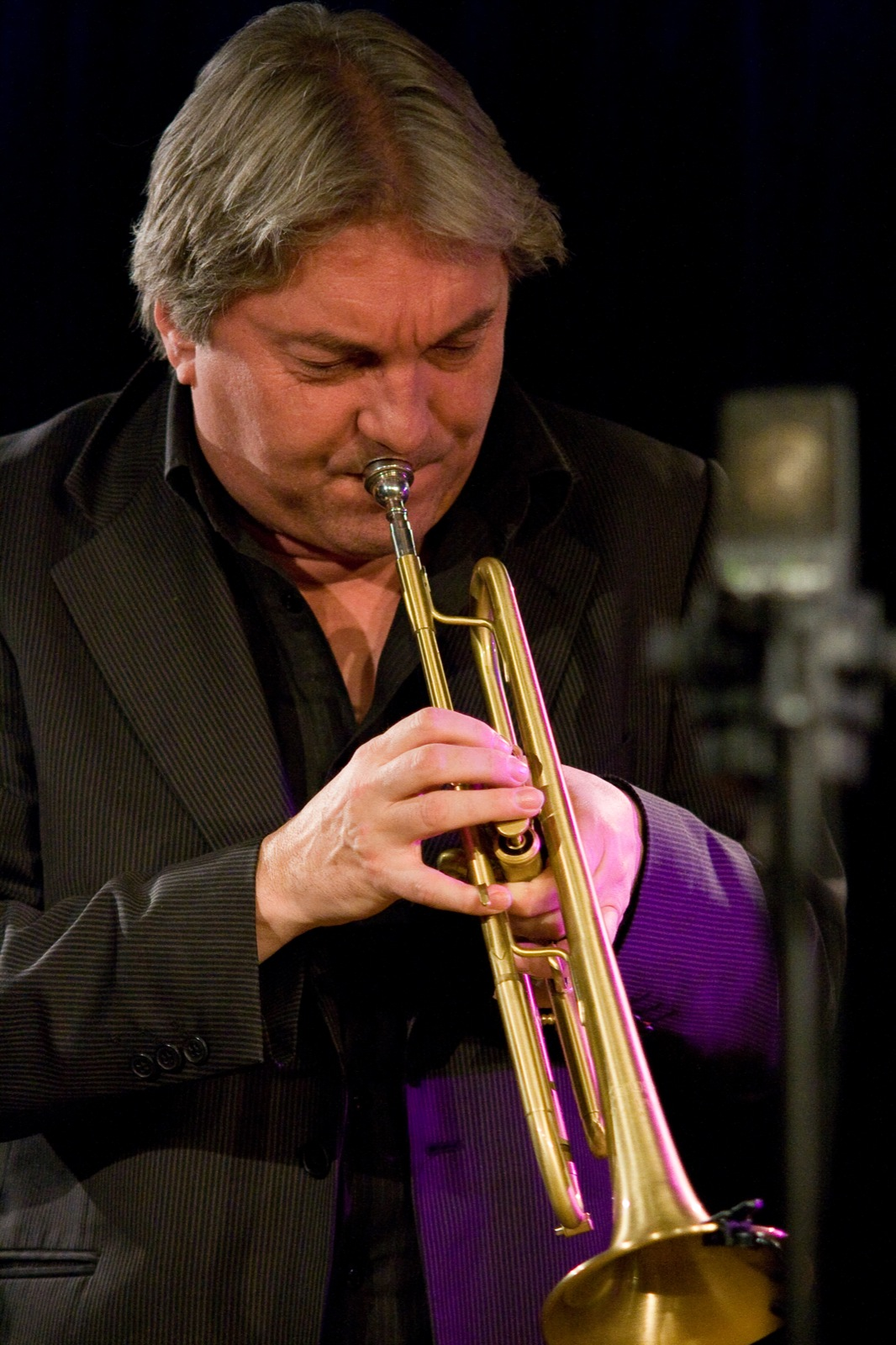
Eric Le Lann

Éric Le Lann (* 4. November 1957) ist ein französischer Jazz-Trompeter und Komponist.

## Leben und Wirken
Le Lann lebt seit 1977 in Paris, wo er 1979 den nationalen Jazzwettbewerb der La Défense gewann. Seit 1980 arbeitete er mit den Quartetten von René Urtreger  und Henri Texier. 1981 absolvierte er eine Reihe von Konzerten mit Pepper Adams und wurde Mitglied der Gruppe von Patrice Caratini und der Bigband von Martial Solal.
1982 gründete er ein eigenes Quartett mit André Ceccarelli, Cesarius Alvim und Olivier Hutman. Im Folgejahr erhielt er den Prix Django Reinhardt der Académie du Jazz. Nach einer Indientournee trat er 1985 in Bertrand Taverniers Film Autour de minuit mit Dexter Gordon, Herbie Hancock und Billy Higgins auf. Daneben komponierte er Filmmusiken zu Didier Haudepin Film Elsa, Elsa und zu Benoît Jacquots Film Corps et bien. 1986 spielte er in legendären Jazz-Film Round Midnight mit.
1989 gründete er mit Louis Winsberg und Paco Séry ein Fusion-Jazz-Ensemble. In den 1990er Jahren trat er in Asien und Afrika auf und nahm ein Album mit Chansons von Édith Piaf und Charles Trenet auf. Außerdem arbeitete er mit Michel Graillier, Martial Solal und Archie Shepp.
1999 komponierte er die Filmmusik zu Gilles Bourdos’ Film Disparos und zu einem Dokumentarfilm von Valérie Stroh über Simone de Beauvoir. An Bertrand Bliers Film Les Acteurs wirkte er als Musiker mit.
Le Lann gründete die École de création musicale in Rennes, die 2003 nach Dinan verlegt wurde. Für die Musik zu Jean-Bernard Pouys Stück 54x13 erhielt er 2001 den großen Preis der Musikkritik. Für das Festival Inter Celtique in Lorient 2002 komponierte er ein Stück für fünfundzwanzig Musiker. Mit dem Gitarristen Jean-Marie Ecay spielte er 2005 Kompositionen von Antônio Carlos Jobim ein.

## Privates
Le lann lebt zusammen mit der französischen Schauspielerin, Schriftstellerin und Regisseurin Valérie Stroh. Gemeinsam haben sie zwei Töchter. Lola Le Lann widmet sich auch der Schauspielerei.

## Diskographie
- Nightbird mit André Ceccarelli, Cesarius Alvim und Olivier Hutman, 1982
- I Mist You mit Tony Rabeson, Cesarius Alvim und Olivier Hutman, 1985
- New York mit Mino Cinelu, Eddie Gomez, Paco Séry, Mike Stern und Louis Winsberg, 1989
- Eric Le Lann joue Piaf Trenet mit Jean-François Jenny-Clark, Jean-Michel Pilc, André Ceccarelli und Orchester, 1990
- Cap Frehel mit Lionel Belmondo, Jean-Michel Pilc, Richard Bona und Jean-Paul Ceccarelli, 1991
- Trois heures du matin mit Michel Graillier, 1995
- Live in Paris mit Archie Shepp, Richard Clements, Wayne Dockery und Stephen McCraven, 1996
- Today I fell in Love mit Éric Legnini, Rémi Vignolo und Jean-Pierre Arnaud, 1998
- Portrait in Black an White mit Martial Solal, 1999
- Origines mit Manu Lann-Huel, Marthe Vassallo, Francis Lockwood, Henri Dorina, Stéphane Véra, Patrice Marzin, Cyril Callac, Mickaël Le Strat, Stéhanie Pinard und Violaine Le Chamalec, 2004
- Éric Le Lann, Jean-Marie Ecay Play Jobim, 2005
- Éric Le Lann, Nelson Veras, Gildas Boclé: I Remember Chet (Bee Jazz 2013)
- Paul Lay & Éric Le Lann: Thanks a Million (Gazebo 2018)